# Glenn Frey
Glenn Lewis Frey (Detroit, Michigan, 1948. november 6. – New York, 2016. január 18.) amerikai zenész, dalszerző és színész, az Eagles zenekar alapító tagja. Frey és Don Henley volt az Eagles frontembere, akivel közösen írták az együttes legtöbb számát. Frey gitáron, zongorán és billentyűsökön játszott. Ő énekelte a "Take It Easy", "Peaceful Easy Feeling", "Tequila Sunrise", "Already Gone", "Lyin' Eyes", "New Kid in Town" és "Heartache Tonight" dalokat.
Az Eagles 1980-as felbomlása után Frey sikeres szólópályát kezdett. 1982-ben adta ki debütáló albumát, No Fun Aloud, és folytatta a Top 40-es sikerekkel "The One You Love", "Smuggler's Blues", "Sexy Girl", "The Heat Is On", "Soul Searchin'" és "Livin' Right". Az Eagles tagjaként Frey hat Grammy-díjat és öt American Music Award díjat nyert. Az Eagles tagjaként 1998-ban bekerült a Rock and Roll Hall of Fame-be. Frey-nek 24 kislemeze került fel a Billboard Hot 100, Top 40 listájára.

## Korai évek
Frey a michigani Detroitban született. A Royal Oak-ben nőtt fel, öt évesen zongorázni tanult majd később gitárra váltott, és az 1960-as évek közepén a detroiti rockzene részévé vált. Az egyik legkorábbi zenekarának Jack Kerouac The Subterraneans (Senkiháziak) regénye után Subterraneans nevet adta, és rajta kívül osztálytársai Doug Edwards (később Lenny Mintz) dobos, Doug Gunsch és Bill Barnes gitárosok valamint Jeff Hodge basszusgitáros voltak a tagjai .
Közvetlenül az érettségije után meghívták, hogy csatlakozzon a The Four of Us helyi zenekarhoz, melyet Gary Burrows vezetett. Frey játszott az Oakland Community College a zenekarában is, és a The Four of Us zenekarban megtanult kórust énekelni. 1967-ben alakította a Mushrooms zenekart Gary Burrows testvérével Jeff-el, valamint Bill Barnes, Doug Gunch és Larry Mintz részvételével. Ebben az évben jött össze Bob Seger-rel, aki segített Frey-nek menedzseléssel és felvételi szerződéssel a Seger, a Hideout Records nevű kiadójánál. Seger írta a dalt és gondozta az első kislemezüket, „Such a Lovely Child”, és a zenekar fellépett a televízióban is. Frey csatlakozni akart Seger zenekarához, de az anyja megállította mivel Frey kannabiszt szívott Seger-rel. Az 1967-es évek végén egy Heavy Metal Kids nevű zenekart alakított Jeff Harrows (zongora), Jeff Alborell (basszusgitár), Paul Kelcourse (szólógitár) és Lance Dickerson (dob) tagokkal.
1968-ban Frey akusztikus gitáron játszott a Seger „Ramblin’ Gamblin’ Man” kislemezén. Frey azt mondta, hogy a Seger bátorította és befolyásolta, hogy saját dalok írására összpontosítson. Később is jó barátok és alkalom adtán dalszerző partnerek maradtak, és Frey énekel a Seger dalaiban, mint például a „Fire Lake” és az „Against the Wind” címűekben.
Detroitban találkozott és járt együtt Joan Sliwin-nel egy helyi női együttes, a The Mama Cats tagjával, amely 1968-ban Kaliforniába költözött és a Honey Ltd. nevet vette fel. Frey is Los Angelesbe ment remélve, hogy ismét összejön régi barátnőjével Joan-nal, akinek a húga Alexandra ekkor mutatta be barátjának JD Southernek. Frey három hét múlva visszatért Detroit-ba, de aztán visszament Los Angelesbe, hogy megalakítsa Souther-rel a Longbranch Pennywhistle duót. Az Amos Records szerződtette őket és 1969-ben megjelent az azonos nevű albumuk, amely olyan dalokat tartalmazott, mint a „Run, Boy, Run” és „Rebecca”, valamint a „Bring Back Funky Women” című dalt amelyet közösen írtak. Frey ebben az időben találkozott Jackson Browne-nal is. A három zenész rövid ideig ugyanabban a lakóházban élt, és Frey később azt mondta, hogy sokat tanult a dalszerzésről Browne-t hallgatva amint az dolgozik az alattuk lévő lakásban.

## Eagles

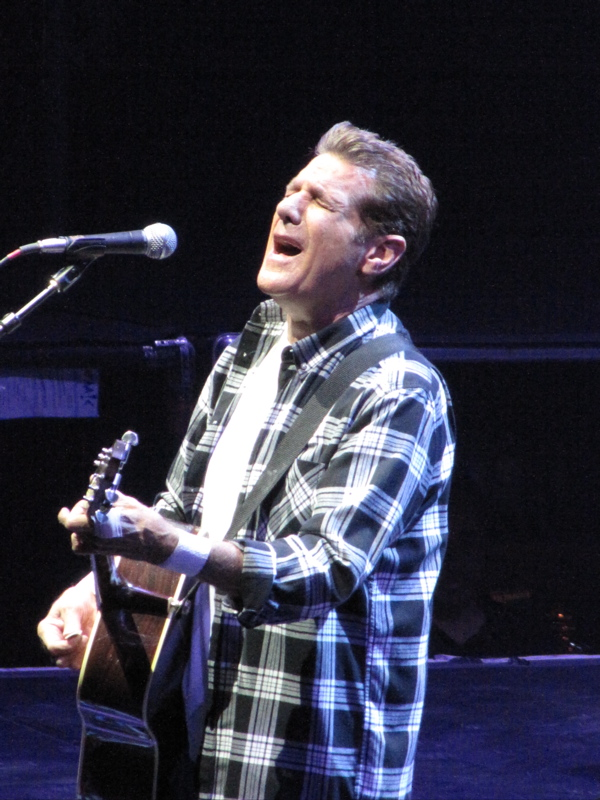
Eagles koncerten, Melbourne, 2010

Frey 1970-ben találkozott Don Henley dobossal. Akkoriban mindketten az Amos Records lemezkiadónál voltak leszerződve, és sok időt töltöttek a Troubadour éjszakai mulatóban. Amikor Linda Ronstadt egy kísérő zenekart toborzott a közelgő turnéjára, menedzsere John Boylan alkalmazta Freyt, mert szüksége volt valakire aki ritmusgitárt játszik és énekel. Don Henley-t Frey kérte fel, hogy csatlakozzon Ronstadt-hoz. Randy Meisner és Bernie Leadon szintén tagja lett a kísérőzenekarnak, bár annak személyzete a túra során sokat változott, s ők négyen csak egyszer játszottak együtt egy Disneyland koncerten. Frey és Henley a turné alatt úgy döntött, hogy zenekart alkotnak, és Meisner (basszusgitár) valamint Leadon (gitár, bendzsó, steel gitár, mandolin) csatlakozott hozzájuk. Ezzel megalakult az Eagles amelyik az egyik legtöbb lemezt eladó zenekar lett a világon. Frey írta egyedül vagy valakivel együtt (gyakran Henleyvel) a együttes számos dalát, és ő énekelte az Eagles több slágerét.
Az Eagles 1980-ban felbomlott és 1994-ben újraegyesült, amikor megjelent a Hell Freezes Over új albumuk. Az albumban koncertfelvételek és négy új dal volt. A lemezkiadást a "Hell Freezes Over Tour" turné követte. 2012-ben a "The Tavis Smiley Show" műsorban Frey elmondta: "Amikor az Eagles felbomlott, az emberek mindig azt kérdezték tőlem és Henley-től, hogy "Mikor áll újra össze az Eagles?" Korábban azt válaszoltuk: "When hell freezes over (Amikor a pokol befagy)." Azt hittük, hogy ez egy jó vicc, de az emberek félreértették. Azt hitték, hogy mi sokat balhéztunk, ami nem igaz. Sokkal szórakoztatóbb volt, mint ahogy az emberek gondolnák. 1994-es első koncertjükön Frey ezt mondta a közönségnek: "Csak hogy tisztázzuk a dolgot, az együttes nem bomlott fel, csak 14 éves szünetet tartott".
2001 májusában a Berklee College of Music Frey-t, az Eagles többi tagjával együtt díszdoktorrá avatta, a zene terén elért eredményeikért.
2007-ben megjelent az Eagles Long Road of Eden albuma, és Frey részt vett az azt követő világkörüli "Long Road Out of Eden Tour" turnéjukon (2008-2011).
2013-ban az Alison Ellwood rendező és az Oscar-díjas Alex Gibney társproducere két részből álló dokumentumfilmjét, History of the Eagles, a Showtime tévéhálózat sugározta. A film 2013-ban egy Emmy-díjat nyert a kiemelkedő hangkeveréséért. A kétéves "History of the Eagles world tour" koncert sorozat 2015. július 29-én Bossier Cityben ért véget, amelyik Frey utolsó nyilvános fellépése lett a zenekarral.

## Szólókarrier
Miután az Eagles feloszlott, Frey az 1980-as években nagy sikert aratott, különösen két második helyezett dallal a listákon. Az egyik a Beverly Hills-i zsaru filmben a The Heat Is On, a másik a You Belong to the City a Miami Vice című televíziós sorozatból. A sorozat másik dalával, a The Smuggler's Blues cíművel a 12. helyet érte el. Szólókarrierje során Frey 12 zeneszámot írt ami bejutott az USA Top 100-ba. Ezekből tizenegyet közösen írt Jack Tempchinnel.
Frey volt az első választás a Beverly Hills-i zsaru 2. film "Shakedown" című betétdalának felvételére. Frey-nek nem tetszett a dal szövege, azután meg gégegyulladása lett, így a dalt Bob Seger-nek adták. Mikor a szám az első helyre jutott a listán Frey felhívta Segert, hogy gratuláljon ezt mondván: "Legalább a Michigan-ben tartottuk a pénzt!"
Frey hozzájárult a "Flip City" dallal a Szellemirtók 2. filmzenéjéhez és a "Part of Me, Part of You" cíművel a Thelma és Louise filmhez. 2005-ben közreműködött a B.B. King & Friends: 80 albumon, a "Drivin' Wheel" számban.
Az 1990-es évek végén Frey megalapította a Mission Records lemezkiadót, Peter Lopez ügyvéddel. A cég soha adott ki Frey saját munkájából, és a cég már felbomlott.
2012. május 8-án kiadta első szólóalbumát 20 év alatt, After Hours címmel, amely 1940-es és 1960-as pop cover dalokat tartalmazott.

## Színészi karrier
Frey vendégszerepelt a Miami Vice első évadjának „Smuggler's Blues” epizódjában, amit az azonos című slágere ihlette, és főszerepe volt a „Dead Dog Arc” részben a Wiseguy sorozatban. Ő a főszereplő a South of Sunset sorozatban, de amelyet egy epizód után leállítottak. Az 1990-es években vendégszerepelt a Nash Bridges sorozatban, mint egy rendőr akinek tizenéves lánya ámokfutó lett és gyilkos turnéra megy szociopata barátjával. 2002-ben szerepelt az HBO Arliss sorozatában, ahol egy politikai jelöltet játszik aki átveri Arliss-t és ezért nagy árat kell fizessen.
Frey első főszerepe az 1986-os Magánháború (Let's get Harry) filmben volt amelyik egy csoport vízvezeték szerelőről szól akik Kolumbiába utaznak hogy megmentsék Harry barátjukat a kábítószer-kereskedők karmaiból. A következő egy kisebb szerep volt Cameron Crowe harmadik filmjében, a Jerry Maguire-ben. Frey játszotta az Arizona Cardinals NFL-es focicsapat takarékos vezérigazgatóját.

## Magánélete
Frey kétszer volt házas. 1983-tól 1988-ig a felesége Janie Beggs volt. 1990-ben feleségül vette a táncos és koreográfus Cindy Millican-t. Három gyerekük született, egy lány és két fiú, és együtt maradtak egészen haláláig.

## Betegsége és halála
Körülbelül 2000 óta Frey rheumatoid arthritis-ban szenvedett, ami különböző ízületeket megtámadott a szervezetében. A gyógyszerek amit erre szedett, vastagbélgyulladást és tüdőgyulladást okoztak. 2015 novemberében az Eagles bejelentette, hogy elhalasztják a Kennedy Center Honors alkalmából tartandó fellépésüket, mivel Frey-nek bélműtétre van szüksége. A műtétet követően mesterséges kómában tartották a Columbia University Medical Center kórházban.
2016. január 18-án halt meg 67 évesen a kórházban rheumatoid arthritis, fekélyes vastagbélgyulladás és tüdőgyulladás szövődményei következtében.
Frey-t nyilvánosan gyászolták a barátai és zenésztársai, beleértve Don Henley, Joe Walsh, Randy Meisner, JD Souther, Jack Tempchin, Irving Azoff, Linda Ronstadt, Don Felder és Bob Seger. Az 58. Grammy Awards az Eagles megmaradt tagjai és Jackson Browne az ő tiszteletére előadták a "Take It Easy" dalt.
Életnagyságú szobrát a Standin' on the Corner Park-ban, Arizona állambeli Winslow-ban 2016. szeptember 24-én leplezték le, így méltatva Frey hozzájárulását a "Take It Easy" dalhoz, ami az Eagles első híres kislemeze volt 1972-ben.

## Felszerelése
A Takamine gyártja a "Glenn Frey signature", EF360GF elektroakusztikus gitárt.
Az 1970-es években Martin akusztikus gitárokat használt 6 és 12 húros változatban.
Az évek során különböző elektromos gitárokon játszott, többek között Fender Telecaster, Gibson Les Paul, Gibson SG, Gibson ES-335, Epiphone Casino és Rickenbacker 230, de a gitár amit leginkább összekapcsolnak vele az a fekete Gibson Les Paul Junior gitárja, becenevén "Old black".

## Diszkográfia

### Stúdióalbumok
| Év   | Cím             | Album adatok                                   | Legjobb helyezés | Legjobb helyezés | Legjobb helyezés | Legjobb helyezés | Legjobb helyezés | Minősítés  |
| Év   | Cím             | Album adatok                                   | US               | CAN              | UK               | SWE              | SWI              | Minősítés  |
| ---- | --------------- | ---------------------------------------------- | ---------------- | ---------------- | ---------------- | ---------------- | ---------------- | ---------- |
| 1982 | No Fun Aloud    | - Megjelent: május 28 - Kiadó: Asylum Records  | 32               | –                | –                | 39               | –                | Aranylemez |
| 1984 | The Allnighter  | - Megjelent: június 19 - Kiadó: MCA Records    | 22               | 57               | 31               | 40               | –                | Aranylemez |
| 1988 | Soul Searchin'  | - Megjelent: augusztus 15 - Kiadó: MCA Records | 36               | 37               | –                | 36               | –                |            |
| 1992 | Strange Weather | - Megjelent: június 23 - Kiadó: MCA Records    | –                | –                | –                | 34               | 23               |            |
| 2012 | After Hours     | - Megjelent: május 8 - Kiadó: Universal Music  | 116              | –                | 92               | –                | –                |            |

### Koncertalbumok
| Év   | Cím             | Album adatok                               |
| ---- | --------------- | ------------------------------------------ |
| 1993 | Glenn Frey Live | - Megjelent: július 2 - Kiadó: MCA Records |

### Válogatásalbumok
| 1995 | Solo Collection                                  | - Megjelent: március 28 - Kiadó: MCA Records    | 82 | 23 |
| 2000 | 20th Century Masters – The Millennium Collection | - Megjelent: szeptember 19 - Kiadó: MCA Records | –  | –  |

### Kislemezek
| Év   | Dalcím                   | Legjobb helyezés | Legjobb helyezés | Legjobb helyezés | Legjobb helyezés | Legjobb helyezés | Legjobb helyezés | Legjobb helyezés | Legjobb helyezés | Album                                  |
| Év   | Dalcím                   | US               | US Main          | US AC            | CAN              | CAN AC           | UK               | AUS              | NZ               | Album                                  |
| ---- | ------------------------ | ---------------- | ---------------- | ---------------- | ---------------- | ---------------- | ---------------- | ---------------- | ---------------- | -------------------------------------- |
| 1982 | I Found Somebody         | 31               | 57               | 27               | –                | –                | –                | 93               | —                | No Fun Aloud                           |
| 1982 | The One You Love         | 15               | –                | 2                | 12               | –                | –                | 50               | 36               | No Fun Aloud                           |
| 1982 | Don't Give Up            | –                | 25               | –                | –                | –                | –                | –                | —                | No Fun Aloud                           |
| 1982 | Partytown                | –                | 5                | –                | –                | –                | –                | –                | —                | No Fun Aloud                           |
| 1983 | All Those Lies           | 41               | –                | 28               | –                | –                | –                | –                | —                | No Fun Aloud                           |
| 1984 | Sexy Girl                | 20               | –                | 23               | 48               | 12               | 81               | 76               | —                | The Allnighter                         |
| 1984 | The Allnighter           | 54               | –                | –                | –                | –                | –                | –                | —                | The Allnighter                         |
| 1984 | The Heat Is On           | 2                | 4                | –                | 8                | –                | 12               | 2                | 22               | Beverly Hills-i zsaru (filmzenéje)     |
| 1985 | Smuggler's Blues         | 12               | 13               | –                | 37               | –                | 22               | –                | –                | The Allnighter/Miami Vice (filmzenéje) |
| 1985 | You Belong to the City   | 2                | 1                | 2                | 6                | 2                | 94               | 20               | 46               | Miami Vice (filmzenéje)                |
| 1988 | True Love                | 13               | 15               | 2                | 2                | –                | 84               | 49               | –                | Soul Searchin'                         |
| 1988 | Soul Searchin'           | –                | –                | 5                | –                | –                | –                | –                | —                | Soul Searchin'                         |
| 1989 | Livin' Right             | 90               | –                | 22               | –                | –                | –                | –                | —                | Soul Searchin'                         |
| 1989 | Flip City                | –                | –                | –                | –                | –                | –                | –                | —                | Szellemirtók 2. (filmzenéje)           |
| 1991 | Part of Me, Part of You  | 55               | 9                | 7                | 9                | 8                | –                | –                | –                | Strange Weather                        |
| 1992 | I've Got Mine            | 91               | –                | 12               | 18               | –                | –                | –                | —                | Strange Weather                        |
| 1992 | River of Dreams          | –                | –                | 27               | 57               | 34               | –                | –                | —                | Strange Weather                        |
| 1993 | Love in the 21st Century | –                | –                | –                | –                | –                | –                | –                | —                | Strange Weather                        |
| 1995 | This Way to Happiness    | –                | –                | –                | 54               | –                | –                | –                | –                | Solo Collection                        |

## Fordítás
- Ez a szócikk részben vagy egészben  a   Glenn Frey című angol Wikipédia-szócikk fordításán alapul.  Az eredeti cikk szerkesztőit annak laptörténete sorolja fel. Ez a jelzés csupán a megfogalmazás eredetét és a szerzői jogokat jelzi, nem szolgál a cikkben szereplő információk forrásmegjelöléseként.